# 이건 (대한제국 황족)
이건(李鍵, 1909년 10월 28일 ~ 1990년 12월 21일)은 일제에 의해 강제로 일본의 육군 군인으로 살았다. 고종의 다섯째 아들인 의친왕 이강의 장남으로 이왕가의 일원이자 대한제국 황실의 후예이다. 본관은 전주(全州), 첫 이름은 용길이다. 의친왕이 1930년에 강제 은거를 당하자 공위를 세습 받아 ‘이건공 전하’로 불렸다.
대한제국 한성부에서 태어나 1930년 일본 육군사관학교 42기생, 1938년 육군대학교 51기생으로 졸업하였고, 일본 제국 육군에 입대하여 중좌 계급에 이르렀다. 1931년 일제에 의해 강제로 해군 대좌 마쓰다이라 유타카(옛 다카마쓰번주 마쓰다이라 요리토시 백작의 10남)의 장녀이자 히로하시 다다미쓰 백작의 양녀 마쓰다이라 요시코(영친왕비 이방자의 외사촌)와 결혼하였으며, 1947년 일제세력에 의해 강제로 모모야마 겐이치(일본어: 桃山虔一)로 개명하고 1955년 일제세력에 의해 강제로 일본에 귀화하였다.

## 생애

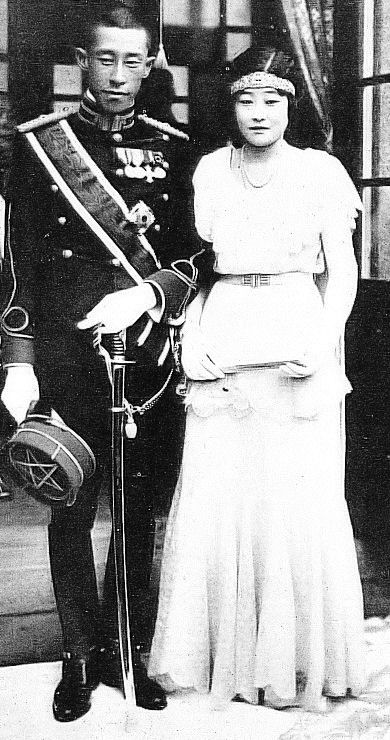
이건과 마쓰다이라 요시코
(1931년)

### 출생
이건은 1909년(융희 3년) 10월 28일에 한성부 중부 관인방 사동궁(寺洞宮)에서 고종의 다섯째 아들인 의친왕 이강(義親王 李堈)의 장남으로 태어났으며, 생모는 의친왕의 측실 수관당 정씨이다. 초명은 용길(勇吉)이었으나 1924년 3월 17일에 건(鍵)으로 개명하였다.
1910년 한일병합 당시 공포된 메이지 천황의 조서에 따라 고종, 순종, 순정효황후, 영친왕, 의친왕, 의친왕비, 흥친왕, 흥친왕비 등 총 8명만 왕공족이라는 새로운 신분을 부여받았고, 나머지 왕실 구성원들은 공식적으로 이에 포함되지 못하였다. 이건의 이복동생 이우(李鍝)가 1917년에 이준용의 양자로 들어가 공위를 계승받으면서 동생은 왕공족인데 형은 왕공족이 아닌 상황이 발생하였다. 이건은 일본 유학 이후 임의적으로 ‘공자’(公子)라는 칭호를 받았고, 1926년에 《왕공가궤범》(王公家軌範)이 공포되고 난 이후에야 왕공족으로 정식 인정받게 되면서 그때까지 한정된 범위의 왕공족에게만 사용되던 ‘전하’(殿下)의 경칭을 받게되었다.

### 일본 유학과 입대
1916년 6월에 경성유치원을 졸업하고, 1917년 4월 6일에 일출소학교에 입학하였다. 1921년에 유학 명분으로 일본으로 보내져 학습원 초등과에 입학하였고, 1923년 3월에 초등과를 졸업하였다. 같은 해 4월에 육군유년학교에 입학하였다. 한일병합 이후 대한제국 황실을 규율하기 위하여 1926년 12월 1일에 일본 황실령 제17호로 제정·공포되었던 《왕공가궤범》(王公家軌範) 제59조에 따르면 왕·왕세자·왕세손·공은 만18세에 달한 후 육군이나 해군 무관으로 임관하여야 하는 의무가 강제되었다. 1926년 4월에 일본 육군사관학교 제42기생으로 예과에 입교하였다. 1926년 4월 26일에 순종이 사망하자 장례식을 집행하는 종척집사(宗戚執事)로 임명되었고, 5월 10일에 순종의 능을 천릉할 때에도 종척집사로 임명되었다.
1930년 6월 12일에 아버지 이강이 은거하는 형태로 공위를 세습 받아 사동궁의 새로운 주인이 되었으며 ‘공 전하’로 불렸다. 1930년 7월에 육군사관학교를 졸업하였고, 같은 해 10월 25일에 기병 소위로 임관하면서 근위 기병 연대에 배속되었다.
1931년 10월 5일에 도쿄에서 영친왕비 이방자의 외사촌 마쓰다이라 요시코와 혼인하였다. 요시코는 옛 다카마쓰번의 다이묘였던 백작 마쓰다이라 요리토시의 열번째 아들 해군 대좌 마쓰다이라 유타카의 장녀이다. 외가의 친족인 백작 히로하시 다다미쓰(廣橋眞光)의 의붓동생이 되어 히로하시 세이코로 개명하였다. 이건과 결혼 이후에 이건공비 이 세이코(李誠子)로 불렸다.
1933년 7월에 육군기병학교를 졸업하였고, 같은 해 8월에 기병 중위로 진급하였다. 1935년 3월 15일에 육군사관학교 교관으로 임명되었다. 1936년 8월 1일에 대위로 진급하였고, 같은 해 12월 17일에 일본 육군대학교 제51생으로 입학하였으며, 12월 28일에는 육군대학교 입학과 관련하여 육군사관학교 마술(馬術) 교관에서 근위 기병 연대 소속으로 전보되었다. 1938년 12월 8일에 육군대학교를 졸업하였고, 12월 10일에 근위 기병 연대 중대장으로 임명되었다. 일제 강점기에 일본육군대학을 졸업한 조선인은 이건을 포함하여 영친왕 이은, 이우, 홍사익 뿐이다. 1939년 9월 13일에 육군대학교 연구부 주사 겸 병학 교관으로 전보되었다. 1940년 8월 1일에 소좌로 진급하였으며, 1943년 3월 1일에 중좌로 진급하였다. 1944년 5월 15일에 육군대학교 연구부 주사로 전보되었다.

### 귀화와 말년
1947년에 신적강하로 평민이 되자 이건은 ‘모모야마 겐이치’로 개명하였고, 부인 이 세이코(誠子)는 본래 이름인 요시코(佳子), 장남 충은 다다히사(忠久), 차남 기(沂)는 킨야(欣也), 장녀 옥자(沃子)는 아키코(明子)로 각기 개명하였다. 생계를 위해 도쿄 시부야에서 단팥죽과 산양젖을 팔거나 긴자에서 제과점을 운영하는 등 장사를 하였다.
모모야마 요시코는 사교적인 반면 이건은 조용한 성격이었기에 아내의 긴자클럽의 취직에 대한 불화 및 전쟁 중에 장남인 다다히사(忠久)가 본인의 아이가 아님을 알게 되어, 두번째 부인 마에다 요시코(前田美子)를 알게 되었을 무렵인 1951년 5월에 마쓰다이라 요시코와 이혼하였다. 1955년에 일본으로 귀화하였다.
장남 다다히사(忠久)와 장녀 아키코(明子)는 요시코가 데려갔다. 차남 긴야(欣也)는 마에다 요시코의 아버지인 마에다 후지요시(前田藤吉)의 양자가 되었다.
1952년에 마에다 요시코(前田美子)와 재혼하여 삼남 모모야마 고야(桃山孝哉), 차녀 모모야마 쿠미(桃山 久美), 이름이 알려지지 않은 삼녀를 낳았다. 모모야마 고야(桃山孝哉)는 후일 가이세이 학원(開成学園) 학교 교감을 역임하였다. 이건은 가족과 사이타마현 요노 시의 시영주택을 임대하여 살았으며, 1990년 12월 21일 일본에서 사망하였다. 일본 황실과 지인 등의 주관으로 장례식이 진행되었고, 장례식에는 육사 동기이자 일본 황족 미카사노미야 다카히토 친왕(三笠宮崇仁親王)이 우라와 시까지 와서 참석하였다.
전쟁 이전에는 스포츠카 매니아로서 유명했고 영국제 스포츠카인 Alvis speed 20, 미국의 Pierce-Arrow의 대형 리무진 등 많은 차량을 소유하고 있었다. 이것이 연이 되어 1970년대부터 사망시까지 일본클래식자동차클럽(CCJC)의 회장으로 재직하였다.

### 자녀들과 대한황실의 관계
창덕궁 이왕세자였던 이구가 사망한 뒤 영친왕계가 단절되자 후계를 누가 이을 것인가에 대한 문제가 생겨났다.
장자 계승법을 따르자면 영친왕의 형인 의친왕의 장자인 이건의 후사가 적통의 계승자이나, 이건의 경우 일본으로 귀화를 하였고, 일본과의 혼혈이라 정통성에서 문제가 생길 수 있었다.
또한 마츠다이라 요시코의 장남 다다히사(忠久)는 이건의 후사가 아니었으며 차남은 마에다 후지요시의 양자가 되었고, 삼남인 모모야마 고야는 어머니의 사망시까지 아버지의 출신에 대하여 들은 바도 없고 대한황실과도 '나와는 관계없다'라고 선을 그으며 다른 황족과의 교류가 없는 상태이다.

## 상훈
- 1928년 11월 10일 - 쇼와 천황 대례기념장[24]
- 1930년 10월 - 일본 제국 훈1등 욱일동화대수장[25]

1888년에 제정된 훈1등 욱일동화대수장은 남자에게 수여되는 훈장인 욱일장의 최고위 훈장이다. 일본 제국 정부가 1926년 12월에 공포한 《왕공가궤범》 제58조에 따르면 “공은 만 15세가 넘으면 훈1등에 서훈되어 욱일동화대수장을 받는다”고 규정되어 있다.
- 1940년 11월 3일 - 일본 제국 대훈위 국화대수장[27]

대훈위 국화대수장은 일본의 최고위 훈장으로 1876년에 제정되었으며 주로 황족을 대상으로 수여되었다. 영친왕 이은(1920년 4월 27일), 의친왕 이강(1924년 1월 10일), 이우(1943년 11월 7일)에게도 대훈위 국화대수장이 서훈되었다.

## 평가
이건이 일본 제국 육군에 복무하였고, 일본 황족에 준하는 대우를 받았다는 것에 대해서 친일 논란이 있었지만 2009년에 《친일인명사전》을 발간한 민족문제연구소는 “왕공족을 포함시킬 것인가의 여부에 대해서는 편찬위원회에서도 상당한 논란이 있었다. 논의 끝에 왕공족의 책임이 결코 가볍지 않지만 친일보다는 망국에 대한 정치적·도의적 책임을 묻는 것이 타당하다는 결론에 도달하였다. 다만 기준에 부합하는 구체적인 친일 행위가 있는 경우에는 수록대상자로 선정하기로 정리되었다”고 해명하였다. 이와 더불어 “왕공족은 대한제국 황실을 예우하기 위해 일본 정부가 고안한 일본 황족과 일본 화족, 조선귀족 사이의 특수한 지위로 협력에 대한 대가였다고 보기에는 무리가 있다”면서 “공족 중 이재면과 이준용, 이재곤, 이해승, 이재극 등 구체적인 매국행위를 일삼은 인사들은 친일 행적으로 사전에 수록되었으나 영친왕 이은과 이우는 사실상 볼모의 처지였음을 감안하여 제외하였다”고 밝혔다. 이건은 영친왕 이은, 이복동생 이우와 마찬가지로 《친일인명사전》에는 수록되어 있지 않다. 하지만 광복 이후에 모모야마 겐이치로 이름을 바꾸고 일본으로 귀화하였다는 점에 대하여 비판 받고 있다.

## 가족 관계
| 계보 : 대한제국 황실 운현궁 |

| 이하응 흥선대원군      | 이하응 흥선대원군      | 이하응 흥선대원군      | 이하응 흥선대원군      | 이하응 흥선대원군      | 이하응 흥선대원군      |  |  | 이재면 흥친왕        | 이재면 흥친왕        | 이재면 흥친왕        | 이재면 흥친왕        | 이재면 흥친왕        | 이재면 흥친왕        |  |  | 이준용 영선군        | 이준용 영선군        | 이준용 영선군        | 이준용 영선군        | 이준용 영선군        | 이준용 영선군        |  |  | 이우 의친왕의 2남       | 이우 의친왕의 2남  | 이우 의친왕의 2남  | 이우 의친왕의 2남  | 이우 의친왕의 2남  | 이우 의친왕의 2남  |  |  | 이청 장남              | 이청 장남              | 이청 장남              | 이청 장남              | 이청 장남              | 이청 장남              |
| 이하응 흥선대원군      | 이하응 흥선대원군      | 이하응 흥선대원군      | 이하응 흥선대원군      | 이하응 흥선대원군      | 이하응 흥선대원군      |  |  | 이재면 흥친왕        | 이재면 흥친왕        | 이재면 흥친왕        | 이재면 흥친왕        | 이재면 흥친왕        | 이재면 흥친왕        |  |  | 이준용 영선군        | 이준용 영선군        | 이준용 영선군        | 이준용 영선군        | 이준용 영선군        | 이준용 영선군        |  |  | 이우 의친왕의 2남       | 이우 의친왕의 2남  | 이우 의친왕의 2남  | 이우 의친왕의 2남  | 이우 의친왕의 2남  | 이우 의친왕의 2남  |  |  | 이청 장남              | 이청 장남              | 이청 장남              | 이청 장남              | 이청 장남              | 이청 장남              |
|                        |                        |                        |                        |                        |                        |  |  |                      |                      |                      |                      |                      |                      |  |  |                      |                      |                      |                      |                      |                      |  |  |                         |                    |                    |                    |                    |                    |  |  |                        |                        |                        |                        |                        |                        |
|                        |                        |                        |                        |                        |                        |  |  |                      |                      |                      |                      |                      |                      |  |  |                      |                      |                      |                      |                      |                      |  |  |                         |                    |                    |                    |                    |                    |  |  |                        |                        |                        |                        |                        |                        |
| 여흥 민씨 여흥부대부인 | 여흥 민씨 여흥부대부인 | 여흥 민씨 여흥부대부인 | 여흥 민씨 여흥부대부인 | 여흥 민씨 여흥부대부인 | 여흥 민씨 여흥부대부인 |  |  | 이희 제1대 고종      | 이희 제1대 고종      | 이희 제1대 고종      | 이희 제1대 고종      | 이희 제1대 고종      | 이희 제1대 고종      |  |  | 이척 제2대 순종      | 이척 제2대 순종      | 이척 제2대 순종      | 이척 제2대 순종      | 이척 제2대 순종      | 이척 제2대 순종      |  |  |                         |                    |                    |                    |                    |                    |  |  |                        |                        |                        |                        |                        |                        |
| 여흥 민씨 여흥부대부인 | 여흥 민씨 여흥부대부인 | 여흥 민씨 여흥부대부인 | 여흥 민씨 여흥부대부인 | 여흥 민씨 여흥부대부인 | 여흥 민씨 여흥부대부인 |  |  | 이희 제1대 고종      | 이희 제1대 고종      | 이희 제1대 고종      | 이희 제1대 고종      | 이희 제1대 고종      | 이희 제1대 고종      |  |  | 이척 제2대 순종      | 이척 제2대 순종      | 이척 제2대 순종      | 이척 제2대 순종      | 이척 제2대 순종      | 이척 제2대 순종      |  |  |                         |                    |                    |                    |                    |                    |  |  |                        |                        |                        |                        |                        |                        |
|                        |                        |                        |                        |                        |                        |  |  |                      |                      |                      |                      |                      |                      |  |  |                      |                      |                      |                      |                      |                      |  |  |                         |                    |                    |                    |                    |                    |  |  |                        |                        |                        |                        |                        |                        |
|                        |                        |                        |                        |                        |                        |  |  |                      |                      |                      |                      |                      |                      |  |  |                      |                      |                      |                      |                      |                      |  |  |                         |                    |                    |                    |                    |                    |  |  |                        |                        |                        |                        |                        |                        |
|                        |                        |                        |                        |                        |                        |  |  | 여흥 민씨 명성황후   | 여흥 민씨 명성황후   | 여흥 민씨 명성황후   | 여흥 민씨 명성황후   | 여흥 민씨 명성황후   | 여흥 민씨 명성황후   |  |  | 여흥 민씨 순명효황후 | 여흥 민씨 순명효황후 | 여흥 민씨 순명효황후 | 여흥 민씨 순명효황후 | 여흥 민씨 순명효황후 | 여흥 민씨 순명효황후 |  |  |                         |                    |                    |                    |                    |                    |  |  |                        |                        |                        |                        |                        |                        |
|                        |                        |                        |                        |                        |                        |  |  | 여흥 민씨 명성황후   | 여흥 민씨 명성황후   | 여흥 민씨 명성황후   | 여흥 민씨 명성황후   | 여흥 민씨 명성황후   | 여흥 민씨 명성황후   |  |  | 여흥 민씨 순명효황후 | 여흥 민씨 순명효황후 | 여흥 민씨 순명효황후 | 여흥 민씨 순명효황후 | 여흥 민씨 순명효황후 | 여흥 민씨 순명효황후 |  |  |                         |                    |                    |                    |                    |                    |  |  |                        |                        |                        |                        |                        |                        |
|                        |                        |                        |                        |                        |                        |  |  |                      |                      |                      |                      |                      |                      |  |  | 해평 윤씨 순정효황후 |                      |                      |                      |                      |                      |  |  |                         |                    |                    |                    |                    |                    |  |  |                        |                        |                        |                        |                        |                        |
|                        |                        |                        |                        |                        |                        |  |  |                      |                      |                      |                      |                      |                      |  |  |                      |                      |                      |                      |                      |                      |  |  |                         |                    |                    |                    |                    |                    |  |  |                        |                        |                        |                        |                        |                        |
|                        |                        |                        |                        |                        |                        |  |  |                      |                      |                      |                      |                      |                      |  |  |                      |                      |                      |                      |                      |                      |  |  |                         |                    |                    |                    |                    |                    |  |  |                        |                        |                        |                        |                        |                        |
|                        |                        |                        |                        |                        |                        |  |  | 영월 엄씨 순헌황귀비 | 영월 엄씨 순헌황귀비 | 영월 엄씨 순헌황귀비 | 영월 엄씨 순헌황귀비 | 영월 엄씨 순헌황귀비 | 영월 엄씨 순헌황귀비 |  |  | 이은 의민태자        | 이은 의민태자        | 이은 의민태자        | 이은 의민태자        | 이은 의민태자        | 이은 의민태자        |  |  | 이진 장남               | 이진 장남          | 이진 장남          | 이진 장남          | 이진 장남          | 이진 장남          |  |  |                        |                        |                        |                        |                        |                        |
|                        |                        |                        |                        |                        |                        |  |  | 영월 엄씨 순헌황귀비 | 영월 엄씨 순헌황귀비 | 영월 엄씨 순헌황귀비 | 영월 엄씨 순헌황귀비 | 영월 엄씨 순헌황귀비 | 영월 엄씨 순헌황귀비 |  |  | 이은 의민태자        | 이은 의민태자        | 이은 의민태자        | 이은 의민태자        | 이은 의민태자        | 이은 의민태자        |  |  | 이진 장남               | 이진 장남          | 이진 장남          | 이진 장남          | 이진 장남          | 이진 장남          |  |  |                        |                        |                        |                        |                        |                        |
|                        |                        |                        |                        |                        |                        |  |  |                      |                      |                      |                      |                      |                      |  |  |                      |                      |                      |                      |                      |                      |  |  |                         |                    |                    |                    |                    |                    |  |  |                        |                        |                        |                        |                        |                        |
|                        |                        |                        |                        |                        |                        |  |  |                      |                      |                      |                      |                      |                      |  |  |                      |                      |                      |                      |                      |                      |  |  |                         |                    |                    |                    |                    |                    |  |  |                        |                        |                        |                        |                        |                        |
|                        |                        |                        |                        |                        |                        |  |  |                      |                      |                      |                      |                      |                      |  |  | 마사코 의민태자비    | 마사코 의민태자비    | 마사코 의민태자비    | 마사코 의민태자비    | 마사코 의민태자비    | 마사코 의민태자비    |  |  | 이구 차남               | 이구 차남          | 이구 차남          | 이구 차남          | 이구 차남          | 이구 차남          |  |  | 이원 의친왕 9남의 장남 | 이원 의친왕 9남의 장남 | 이원 의친왕 9남의 장남 | 이원 의친왕 9남의 장남 | 이원 의친왕 9남의 장남 | 이원 의친왕 9남의 장남 |
|                        |                        |                        |                        |                        |                        |  |  |                      |                      |                      |                      |                      |                      |  |  | 마사코 의민태자비    | 마사코 의민태자비    | 마사코 의민태자비    | 마사코 의민태자비    | 마사코 의민태자비    | 마사코 의민태자비    |  |  | 이구 차남               | 이구 차남          | 이구 차남          | 이구 차남          | 이구 차남          | 이구 차남          |  |  | 이원 의친왕 9남의 장남 | 이원 의친왕 9남의 장남 | 이원 의친왕 9남의 장남 | 이원 의친왕 9남의 장남 | 이원 의친왕 9남의 장남 | 이원 의친왕 9남의 장남 |
|                        |                        |                        |                        |                        |                        |  |  |                      |                      |                      |                      |                      |                      |  |  |                      |                      |                      |                      |                      |                      |  |  |                         |                    |                    |                    |                    |                    |  |  |                        |                        |                        |                        |                        |                        |
|                        |                        |                        |                        |                        |                        |  |  |                      |                      |                      |                      |                      |                      |  |  |                      |                      |                      |                      |                      |                      |  |  | 줄리아 멀록 1982년 이혼 |                    |                    |                    |                    |                    |  |  |                        |                        |                        |                        |                        |                        |
|                        |                        |                        |                        |                        |                        |  |  |                      |                      |                      |                      |                      |                      |  |  |                      |                      |                      |                      |                      |                      |  |  |                         |                    |                    |                    |                    |                    |  |  |                        |                        |                        |                        |                        |                        |
|                        |                        |                        |                        |                        |                        |  |  |                      |                      |                      |                      |                      |                      |  |  |                      |                      |                      |                      |                      |                      |  |  |                         |                    |                    |                    |                    |                    |  |  |                        |                        |                        |                        |                        |                        |
|                        |                        |                        |                        |                        |                        |  |  | 경주 이씨 귀인       | 경주 이씨 귀인       | 경주 이씨 귀인       | 경주 이씨 귀인       | 경주 이씨 귀인       | 경주 이씨 귀인       |  |  | 이선 완친왕          | 이선 완친왕          | 이선 완친왕          | 이선 완친왕          | 이선 완친왕          | 이선 완친왕          |  |  |                         |                    |                    |                    |                    |                    |  |  |                        |                        |                        |                        |                        |                        |
|                        |                        |                        |                        |                        |                        |  |  | 경주 이씨 귀인       | 경주 이씨 귀인       | 경주 이씨 귀인       | 경주 이씨 귀인       | 경주 이씨 귀인       | 경주 이씨 귀인       |  |  | 이선 완친왕          | 이선 완친왕          | 이선 완친왕          | 이선 완친왕          | 이선 완친왕          | 이선 완친왕          |  |  |                         |                    |                    |                    |                    |                    |  |  |                        |                        |                        |                        |                        |                        |
|                        |                        |                        |                        |                        |                        |  |  |                      |                      |                      |                      |                      |                      |  |  |                      |                      |                      |                      |                      |                      |  |  |                         |                    |                    |                    |                    |                    |  |  |                        |                        |                        |                        |                        |                        |
|                        |                        |                        |                        |                        |                        |  |  |                      |                      |                      |                      |                      |                      |  |  |                      |                      |                      |                      |                      |                      |  |  |                         |                    |                    |                    |                    |                    |  |  |                        |                        |                        |                        |                        |                        |
|                        |                        |                        |                        |                        |                        |  |  | 덕수 장씨 귀인       | 덕수 장씨 귀인       | 덕수 장씨 귀인       | 덕수 장씨 귀인       | 덕수 장씨 귀인       | 덕수 장씨 귀인       |  |  | 이강 의친왕          | 이강 의친왕          | 이강 의친왕          | 이강 의친왕          | 이강 의친왕          | 이강 의친왕          |  |  |                         |                    |                    |                    |                    |                    |  |  |                        |                        |                        |                        |                        |                        |
|                        |                        |                        |                        |                        |                        |  |  | 덕수 장씨 귀인       | 덕수 장씨 귀인       | 덕수 장씨 귀인       | 덕수 장씨 귀인       | 덕수 장씨 귀인       | 덕수 장씨 귀인       |  |  | 이강 의친왕          | 이강 의친왕          | 이강 의친왕          | 이강 의친왕          | 이강 의친왕          | 이강 의친왕          |  |  |                         |                    |                    |                    |                    |                    |  |  |                        |                        |                        |                        |                        |                        |
|                        |                        |                        |                        |                        |                        |  |  |                      |                      |                      |                      |                      |                      |  |  |                      |                      |                      |                      |                      |                      |  |  |                         |                    |                    |                    |                    |                    |  |  |                        |                        |                        |                        |                        |                        |
|                        |                        |                        |                        |                        |                        |  |  |                      |                      |                      |                      |                      |                      |  |  | 연안 김씨 의친왕비   |                      |                      |                      |                      |                      |  |  |                         |                    |                    |                    |                    |                    |  |  |                        |                        |                        |                        |                        |                        |
|                        |                        |                        |                        |                        |                        |  |  |                      |                      |                      |                      |                      |                      |  |  |                      |                      |                      |                      |                      |                      |  |  |                         |                    |                    |                    |                    |                    |  |  |                        |                        |                        |                        |                        |                        |
|                        |                        |                        |                        |                        |                        |  |  |                      |                      |                      |                      |                      |                      |  |  |                      |                      |                      |                      |                      |                      |  |  |                         |                    |                    |                    |                    |                    |  |  |                        |                        |                        |                        |                        |                        |
|                        |                        |                        |                        |                        |                        |  |  |                      |                      |                      |                      |                      |                      |  |  | 수관당 정씨 측실     | 수관당 정씨 측실     | 수관당 정씨 측실     | 수관당 정씨 측실     | 수관당 정씨 측실     | 수관당 정씨 측실     |  |  | 이건 장남               | 이건 장남          | 이건 장남          | 이건 장남          | 이건 장남          | 이건 장남          |  |  | 이충 장남              | 이충 장남              | 이충 장남              | 이충 장남              | 이충 장남              | 이충 장남              |
|                        |                        |                        |                        |                        |                        |  |  |                      |                      |                      |                      |                      |                      |  |  | 수관당 정씨 측실     | 수관당 정씨 측실     | 수관당 정씨 측실     | 수관당 정씨 측실     | 수관당 정씨 측실     | 수관당 정씨 측실     |  |  | 이건 장남               | 이건 장남          | 이건 장남          | 이건 장남          | 이건 장남          | 이건 장남          |  |  | 이충 장남              | 이충 장남              | 이충 장남              | 이충 장남              | 이충 장남              | 이충 장남              |
|                        |                        |                        |                        |                        |                        |  |  |                      |                      |                      |                      |                      |                      |  |  |                      |                      |                      |                      |                      |                      |  |  |                         |                    |                    |                    |                    |                    |  |  |                        |                        |                        |                        |                        |                        |
|                        |                        |                        |                        |                        |                        |  |  |                      |                      |                      |                      |                      |                      |  |  |                      |                      |                      |                      |                      |                      |  |  |                         |                    |                    |                    |                    |                    |  |  |                        |                        |                        |                        |                        |                        |
|                        |                        |                        |                        |                        |                        |  |  |                      |                      |                      |                      |                      |                      |  |  |                      |                      |                      |                      |                      |                      |  |  | 요시코 1951년 이혼      | 요시코 1951년 이혼 | 요시코 1951년 이혼 | 요시코 1951년 이혼 | 요시코 1951년 이혼 | 요시코 1951년 이혼 |  |  | 이옥자 장녀            | 이옥자 장녀            | 이옥자 장녀            | 이옥자 장녀            | 이옥자 장녀            | 이옥자 장녀            |
|                        |                        |                        |                        |                        |                        |  |  |                      |                      |                      |                      |                      |                      |  |  |                      |                      |                      |                      |                      |                      |  |  | 요시코 1951년 이혼      | 요시코 1951년 이혼 | 요시코 1951년 이혼 | 요시코 1951년 이혼 | 요시코 1951년 이혼 | 요시코 1951년 이혼 |  |  | 이옥자 장녀            | 이옥자 장녀            | 이옥자 장녀            | 이옥자 장녀            | 이옥자 장녀            | 이옥자 장녀            |
|                        |                        |                        |                        |                        |                        |  |  |                      |                      |                      |                      |                      |                      |  |  |                      |                      |                      |                      |                      |                      |  |  |                         |                    |                    |                    |                    |                    |  |  |                        |                        |                        |                        |                        |                        |
|                        |                        |                        |                        |                        |                        |  |  |                      |                      |                      |                      |                      |                      |  |  |                      |                      |                      |                      |                      |                      |  |  |                         |                    |                    |                    |                    |                    |  |  | 이기 차남              |                        |                        |                        |                        |                        |
|                        |                        |                        |                        |                        |                        |  |  |                      |                      |                      |                      |                      |                      |  |  |                      |                      |                      |                      |                      |                      |  |  |                         |                    |                    |                    |                    |                    |  |  |                        |                        |                        |                        |                        |                        |
|                        |                        |                        |                        |                        |                        |  |  |                      |                      |                      |                      |                      |                      |  |  |                      |                      |                      |                      |                      |                      |  |  |                         |                    |                    |                    |                    |                    |  |  |                        |                        |                        |                        |                        |                        |
|                        |                        |                        |                        |                        |                        |  |  |                      |                      |                      |                      |                      |                      |  |  |                      |                      |                      |                      |                      |                      |  |  |                         |                    |                    |                    |                    |                    |  |  |                        |                        |                        |                        |                        |                        |
|                        |                        |                        |                        |                        |                        |  |  |                      |                      |                      |                      |                      |                      |  |  | 수인당 김흥인 측실   | 수인당 김흥인 측실   | 수인당 김흥인 측실   | 수인당 김흥인 측실   | 수인당 김흥인 측실   | 수인당 김흥인 측실   |  |  | 이우 차남               | 이우 차남          | 이우 차남          | 이우 차남          | 이우 차남          | 이우 차남          |  |  |                        |                        |                        |                        |                        |                        |
|                        |                        |                        |                        |                        |                        |  |  |                      |                      |                      |                      |                      |                      |  |  | 수인당 김흥인 측실   | 수인당 김흥인 측실   | 수인당 김흥인 측실   | 수인당 김흥인 측실   | 수인당 김흥인 측실   | 수인당 김흥인 측실   |  |  | 이우 차남               | 이우 차남          | 이우 차남          | 이우 차남          | 이우 차남          | 이우 차남          |  |  |                        |                        |                        |                        |                        |                        |
|                        |                        |                        |                        |                        |                        |  |  |                      |                      |                      |                      |                      |                      |  |  |                      |                      |                      |                      |                      |                      |  |  |                         |                    |                    |                    |                    |                    |  |  |                        |                        |                        |                        |                        |                        |
|                        |                        |                        |                        |                        |                        |  |  |                      |                      |                      |                      |                      |                      |  |  |                      |                      |                      |                      |                      |                      |  |  |                         |                    |                    |                    |                    |                    |  |  |                        |                        |                        |                        |                        |                        |
|                        |                        |                        |                        |                        |                        |  |  |                      |                      |                      |                      |                      |                      |  |  | 수덕당 이희춘 측실   | 수덕당 이희춘 측실   | 수덕당 이희춘 측실   | 수덕당 이희춘 측실   | 수덕당 이희춘 측실   | 수덕당 이희춘 측실   |  |  | 이해원 차녀             | 이해원 차녀        | 이해원 차녀        | 이해원 차녀        | 이해원 차녀        | 이해원 차녀        |  |  |                        |                        |                        |                        |                        |                        |
|                        |                        |                        |                        |                        |                        |  |  |                      |                      |                      |                      |                      |                      |  |  | 수덕당 이희춘 측실   | 수덕당 이희춘 측실   | 수덕당 이희춘 측실   | 수덕당 이희춘 측실   | 수덕당 이희춘 측실   | 수덕당 이희춘 측실   |  |  | 이해원 차녀             | 이해원 차녀        | 이해원 차녀        | 이해원 차녀        | 이해원 차녀        | 이해원 차녀        |  |  |                        |                        |                        |                        |                        |                        |
|                        |                        |                        |                        |                        |                        |  |  |                      |                      |                      |                      |                      |                      |  |  |                      |                      |                      |                      |                      |                      |  |  |                         |                    |                    |                    |                    |                    |  |  |                        |                        |                        |                        |                        |                        |
|                        |                        |                        |                        |                        |                        |  |  |                      |                      |                      |                      |                      |                      |  |  |                      |                      |                      |                      |                      |                      |  |  |                         |                    |                    |                    |                    |                    |  |  |                        |                        |                        |                        |                        |                        |
|                        |                        |                        |                        |                        |                        |  |  |                      |                      |                      |                      |                      |                      |  |  | 함개봉 측실          | 함개봉 측실          | 함개봉 측실          | 함개봉 측실          | 함개봉 측실          | 함개봉 측실          |  |  | 이갑 9남                | 이갑 9남           | 이갑 9남           | 이갑 9남           | 이갑 9남           | 이갑 9남           |  |  |                        |                        |                        |                        |                        |                        |
|                        |                        |                        |                        |                        |                        |  |  |                      |                      |                      |                      |                      |                      |  |  | 함개봉 측실          | 함개봉 측실          | 함개봉 측실          | 함개봉 측실          | 함개봉 측실          | 함개봉 측실          |  |  | 이갑 9남                | 이갑 9남           | 이갑 9남           | 이갑 9남           | 이갑 9남           | 이갑 9남           |  |  |                        |                        |                        |                        |                        |                        |
|                        |                        |                        |                        |                        |                        |  |  |                      |                      |                      |                      |                      |                      |  |  |                      |                      |                      |                      |                      |                      |  |  |                         |                    |                    |                    |                    |                    |  |  |                        |                        |                        |                        |                        |                        |
|                        |                        |                        |                        |                        |                        |  |  |                      |                      |                      |                      |                      |                      |  |  |                      |                      |                      |                      |                      |                      |  |  |                         |                    |                    |                    |                    |                    |  |  |                        |                        |                        |                        |                        |                        |
|                        |                        |                        |                        |                        |                        |  |  | 청주 양씨 귀인       | 청주 양씨 귀인       | 청주 양씨 귀인       | 청주 양씨 귀인       | 청주 양씨 귀인       | 청주 양씨 귀인       |  |  | 이덕혜 덕혜옹주      | 이덕혜 덕혜옹주      | 이덕혜 덕혜옹주      | 이덕혜 덕혜옹주      | 이덕혜 덕혜옹주      | 이덕혜 덕혜옹주      |  |  | 소 마사에               | 소 마사에          | 소 마사에          | 소 마사에          | 소 마사에          | 소 마사에          |  |  |                        |                        |                        |                        |                        |                        |
|                        |                        |                        |                        |                        |                        |  |  | 청주 양씨 귀인       | 청주 양씨 귀인       | 청주 양씨 귀인       | 청주 양씨 귀인       | 청주 양씨 귀인       | 청주 양씨 귀인       |  |  | 이덕혜 덕혜옹주      | 이덕혜 덕혜옹주      | 이덕혜 덕혜옹주      | 이덕혜 덕혜옹주      | 이덕혜 덕혜옹주      | 이덕혜 덕혜옹주      |  |  | 소 마사에               | 소 마사에          | 소 마사에          | 소 마사에          | 소 마사에          | 소 마사에          |  |  |                        |                        |                        |                        |                        |                        |
|                        |                        |                        |                        |                        |                        |  |  |                      |                      |                      |                      |                      |                      |  |  |                      |                      |                      |                      |                      |                      |  |  |                         |                    |                    |                    |                    |                    |  |  |                        |                        |                        |                        |                        |                        |
|                        |                        |                        |                        |                        |                        |  |  |                      |                      |                      |                      |                      |                      |  |  |                      |                      |                      |                      |                      |                      |  |  |                         |                    |                    |                    |                    |                    |  |  |                        |                        |                        |                        |                        |                        |
|                        |                        |                        |                        |                        |                        |  |  |                      |                      |                      |                      |                      |                      |  |  | 소 다케유키 백작     |                      |                      |                      |                      |                      |  |  |                         |                    |                    |                    |                    |                    |  |  |                        |                        |                        |                        |                        |                        |

- 부인 : 마쓰다이라 요시코
  - 장남 : 이충(李沖, 1932년 8월 14일 출생)
  - 차남 : 이기(李沂, 1935년 3월 4일 출생)
  - 장녀 : 이옥자(李沃子, 1938년 12월 19일 출생)
- 부인 : 마에다 요시코
  - 삼남 : 모모야마 고야(桃山孝哉, 1952년 출생)
  - 차녀 : 모모야마 쿠미(桃山久美, 1957년 출생)
  - 삼녀

## 관련 작품
- 연극 《거울속의 은하수》, 아르코예술극장, 2014년 4월 19일 ~ 2014년 4월 27일.

## 같이 보기
- 사동궁
- 의친왕
- 영친왕
- 이우
- 왕공족
- 이왕직
- 일본 육군사관학교
- 일본 육군대학교

## 참고 문헌
- 《순종실록 부록》(純宗實錄 附錄)
- 《매일신보》(每日申報·每日新報)
- 《제국의 후예들》, 정범준 (2006년), 황소자리. ISBN 89-91508-18-9